# طوطی‌نوک دم‌کوتاه
طوطی‌نوک دم‌کوتاه (نام علمی: Paradoxornis davidianus) نام یک گونه از تیره سسکیان است.